# Meester van de Girart de Roussillon

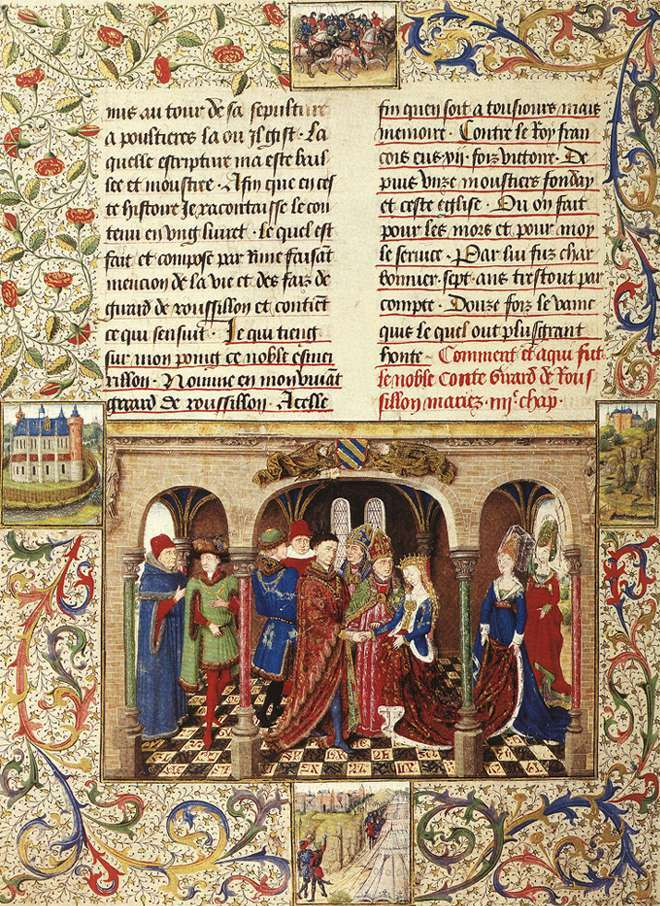
Illustratie uit de "Roman de Girart de Roussillon", 1450s.

De Meester van de Girart de Roussillon was een miniaturist die actief was tussen 1440 en 1470. Zijn noodnaam kreeg hij naar een van de manuscripten dat hij verluchtte voor Filips de Goede, de Roman de Girart de Roussillon, dat zich nu bevindt als Ms. 2549 in de Österreichische Nationalbibliothek. Het werk werd in 1448 gekopieerd in het atelier van Jean Wauquelin en kort daarna verlucht. De meester werkte tussen 1440 en 1460 onder meer voor Filips de Goede en naast het hierboven genoemde werk maakte hij voor hem ook de Chronique de Jerusalem (ÖNB 2533 ca. 1450) en de Chronique de Hennegau (Koninklijke Bibliotheek van België Brussel 9242, ca. 1446-1449).  In zijn werk dat een fusie was tussen de Parijse en de Vlaamse stijl herkent men ook invloeden van Rogier van der Weyden en van de Bedford Master. Hij is een van de eerste artiesten die een gevoel van ruimte weet te creëren in zijn miniaturen, in navolging van de Vlaamse Primitieven. Zelf had hij een duidelijk aanwijsbare invloed op de margeversiering van enkele Castiliaanse meesters, onder meer Jorge Inglès en Juan de Carrión en via hen op de latere Tolediaanse stijl.
Volgens sommigen kan deze anonieme meester vereenzelvigd worden met Jean Dreux, een artiest van Parijse origine die naar Vlaanderen migreerde tijdens de bezetting van Parijs door de Engelsen. Deze these wordt uitvoerig behandeld door Gregory Clarck, en die concludeert dat er nog grondige studies nodig zijn vooraleer hierover definitief te kunnen besluiten.

## Toegeschreven werken
Lijst van werken waarin één of meerdere miniaturen zijn toegeschreven aan de Girartmeester/Jean Dreux.
- Chronique de Hennegau  deel I, ca 1448, Brussel, Koninklijke Bibliotheek, Ms 9242
- Roman d'Alexandre,  Jean Wauquelin, Bergen ca. 1448, Parijs, Bibliothèque nationale de France, Ms. fr 9342
- Roman de Girart de Roussillon, ca. 1450, Wenen, Österreichische Nationalbibliothek
- Getijdenboek van Filips de Stoute, Parijs, 1376-1379; 1390 en Brussel, ca. 1450, Cambridge, Fitzwilliam Museum
- Chroniques de Jérusalem abrégées, ca. 1455, Wenen, Österreichische Nationalbibliothek, Cod. 2533
- Gebedenboek van Filips de Goede, ca 1460 en Brugge ca 1495/1500 verluchting door Simon Marmion, Parijs, Bibliothèque nationale de France, Ms nouv acq fr 16428
- La Passion, Jean de Gerson, ca. 1460, miniatuur met intrede van Christus in Jeruzalem op f. 5, Brussel, Koninklijke Bibliotheek, Ms 9081-2
- Miroir d'humilité, of Traité de Morale, van St. Augustinus, ca. 1462, voor Filips I de Croÿ, Madrid, Biblioteca Nacional de España, ms. Vit. 25.2.
- Composition de la sainte écriture, of Cy nous dit, 1462,  Brussel, Koninklijke Bibliotheek van België, ms. 9017.
- Gilles de Trazegnies, 1463, voor Anton van Bourgondië, Dülmen, Huis de Croÿ ms. 50.
- Les Livres du roy Modus et de la royne Ratio, of Le Songe de pestilence, Henri de Ferrières (?), na 1455, Brussel, Koninklijke Bibliotheek van België, ms. 10218-19.
- Benois seront les miséricordieux, ca. 1465, Brussel, Koninklijke Bibliotheek, Ms 9296
- Getijdenboek, ca 1460-1467, Parijs, Bibliothèque nationale de France, Ms nouv acq fr 16238
- L’Invention et translation du corps de Saint Antoine, waarschijnlijk Brussel of Brugge ca 1465-1470, Malibu, J. Paul Getty Museum, Ms ludwig XI 8
- Wereldkroniek, Egidius de Roya, Den Haag, Museum Meermanno Westreenianum, Ms 10 A 21